# Cabinda (città)
Cabinda è una città dell'Angola, capoluogo dell'omonima provincia, con una popolazione di circa 377 931 abitanti.
La città è servita da un aeroporto, l'aeroporto di Cabinda, che permette di collegarsi velocemente con la capitale Luanda.